# Babaratma
Babaratma est un village de la région de Şəki en Azerbaïdjan.

## Géographie
Le village de Babaratma de la région de Şəki est situé dans la circonscription administrative du village de Goudoula.

## Économie
La principale occupation de la population du village est l'agriculture et la culture du tabac.

## Population
Selon les statistiques de 2009, la population du village est de 319 personnes.

## Culture
Il y a une bibliothèque, une école dans le village de Babaratma.